# 蒙特萨
蒙特萨，是西班牙巴伦西亚自治区巴伦西亚省的一个市镇。总面积48平方公里，2001年普查人口總數為1348人，人口密度為每平方公里28人。